# Królowie Kapadocji

## SatrapowieKapadocji
- Otanes (521 p.n.e.)
- Farnakes
- Anafas (ok. 520)
- Datames I
- Ariamnes I (ok. 490) [syn]
- Kamisares (w południowej Kapadocji przed 400–384)
- Datames II (384–382; w całej Kapadocji 382–362) [syn]
- Mitrydates (I) z Kios (satrapa Kapadocji i Likaonii ok. 370; władca Kios)
- Ariaramnes I (Ariamnes II) (362–350) [syn Datamesa II]
- Ariarates I (350–333; usunięty) [syn]
- Panowanie Macedonii 333–331
  - Sabiktos (macedoński strategos 333–331)

## Władcy Kapadocji
Dynastia Ariaratesa
- Ariarates I (2. panowanie 331–323; władca 323–322)
- Panowanie Diadochów 322–301
  - Eumenes z Kardii (macedoński strategos 321–316)
  - Antygon I Jednooki (macedoński strategos 316–306; potem król Azji Mniejszej 306–301)
- Ariarates II Filopator (301–ok. 280) [bratanek Ariaratesa I]
- Zależność od Seleucydów 301–260
- Ariaramnes II (Ariamnes III) (ok. 280–235) [syn]

## Królowie Kapadocji
- Ariarates III (koregent ok. 255–235; władca ok. 235–230; król ok. 230–220) [syn]
- Ariarates IV Eusebes (220–163) [syn]
- Zależność od Rzymu 190–po 111
- Ariarates V Eusebes Filopator (163–159; usunięty) [syn]
- Orofernes Nikeforos (159–157) [brat]
- Ariarates V (2. panowanie 157–130)
- Ariarates VI Epifanes Filopator (130–116; regencja 130–126) [syn]
- Ariarates VII Filometor (116–101) [syn]
- Protektorat Rzymu po 111 p.n.e.–17 n.e.
- Ariarates VIII Epifanes (101–ok. 97; usunięty, zmarł ok. 97) [brat]

Dynastia Mitrydatydów
- Ariarates IX Eusebes Filopator (antykról 101–ok. 96; regencja 101–po 99; usunięty) [syn Mitrydatesa VI Eupatora, króla Pontu]

Dynastia Ariobarzanesa
- Ariobarzanes I Filoromajos (ok. 96–93; usunięty)

Dynastia Mitrydatydów
- Ariarates IX (2. panowanie 93–92; usunięty)

Dynastia Ariobarzanesa
- Ariobarzanes I (2. panowanie 92–90; usunięty)

Dynastia Mitrydatydów
- Ariarates IX (3. panowanie 90–89; usunięty)

Dynastia Ariobarzanesa
- Ariobarzanes I (3. panowanie 89–88; usunięty)

Dynastia Mitrydatydów
- Ariarates IX (4. panowanie 88–86; usunięty, zmarł 85)

Dynastia Ariobarzanesa
- Ariobarzanes I (4. panowanie 86–63; abdykował, zmarł po 63)
- Ariobarzanes II Filopator (63–52) [syn]
- Ariobarzanes III Eusebes Filoromajos (52–42) [syn]
- Ariarates X Eusebes Filadelf (42–36; usunięty, zmarł 36) [brat]

Dynastia z Komany
- Archelaos I Filopatris Ktistes Soter (Sisines) (36 p.n.e.–17 n.e.; król Małej Armenii od 20 p.n.e.; wasal rzymski) [zięć? Ariobarzanesa II]
- Archelaos II (tylko w Cylicji Trachejskiej 17–37) [syn]
- Rzym podbija Kapadocję i tworzy prowincję Kapadocja 17 n.e.